# Truká
I Truká sono un gruppo etnico del Brasile con una popolazione stimata in 3463 individui. Parlano la lingua portoghese e sono principalmente di fede cristiana.
Vivono negli stati brasiliani di Pernambuco e Bahía, nei pressi del fiume São Francisco, municipalità di Cabrobó. La lingua originale Truká (ISO/DIS 639-3: tka) è considerata una lingua estinta.